# Sierra Negra (sopka)
Sierra Negra je rozlehlá štítová sopka nacházející se na jižní straně ostrova Isabela patřícího do ekvádorského souostroví Galapágy. Sopka má klasickou stavbu štítového vulkánu, její svahy se zvedají pod mírným úklonem (do 5°, na pobřeží jen do 2°). Vrchol je ukončen kalderou s rozměry 7×10,5 km, což je největší kaldera v souostroví. Sierra Negra je jedna z nejaktivnějších sopek v Galapágách, jen od začátku 20. století eruptovala osmkrát, naposledy v roce 2018. V oblasti západní stěny kaldery se nachází i větší fumarolické pole - Volcán de Azufre.